# Les Bonnes (film)
Pour plus de détails, voir Fiche technique et Distribution.
Les Bonnes (The Maids) est un film britannique, sorti en 1975. Il s'agit d'une adaptation de la pièce Les Bonnes de Jean Genet.

## Fiche technique
- Titre original : The Maids
- Titre français : Les Bonnes
- Réalisation : Christopher Miles
- Scénario : Christopher Miles et Robert Enders d'après la pièce Les Bonnes de Jean Genet
- Photographie : Douglas Slocombe
- Montage : Peter Tanner (en)
- Musique : Laurie Johnson
- Pays d'origine : Royaume-Uni
- Durée : 95 minutes
- Date de sortie : 1975

## Distribution
- Glenda Jackson : Solange
- Susannah York : Claire
- Vivien Merchant : Madame
- Mark Burns : Monsieur